# Raquel Rodrigo
Raquel Rodrigo (La Habana, 11 de marzo de 1915 - † Madrid, 18 de marzo de 2004) fue una actriz y cantante española.

## Biografía

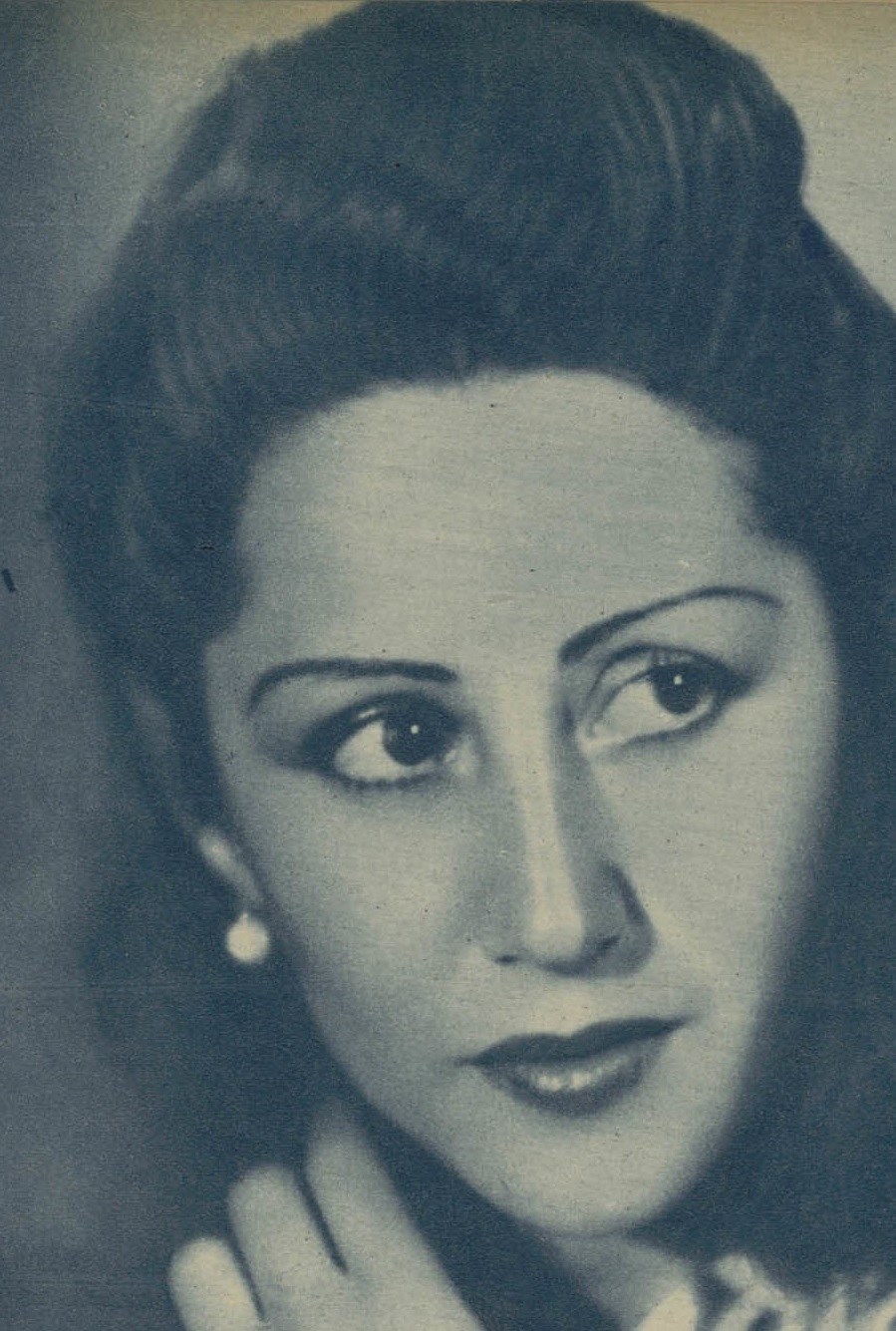
Raquel Rodrigo en 1944

Hija de emigrantes gallegos, nace en Cuba, pero retorna a España (Madrid) en 1921 y tras concluir sus estudios secundarios comienza a estudiar Medicina. No obstante, abandona la carrera para dedicarse plenamente al teatro.
Considerada como una de las actrices más señeras del período de la Segunda República española, debutó en el cine en 1932 con Carceleras, de José Buchs, primera película hablada en España, que se estrenó en el cine Opera de Madrid el 10 de octubre de 1932.
Su enorme popularidad en la época se la debe en gran medida al personaje de Susana que interpreta en la película La verbena de la Paloma (1935), de Benito Perojo, junto a Miguel Ligero Rodríguez. Con El barbero de Sevilla (1936), también de Perojo, rodada en los Estudios UFA de Berlín repetirá el éxito alcanzado en 1935.
Tras la guerra civil española su carrera inicia un declive y pese al éxito de la revista Doña Mariquita de mi corazón e interpretar algún papel notable como el de la película Para ti es el mundo, de José Buchs, sólo obtiene papeles secundarios. Tras participar en los espectáculos Te espero en el Eslava (1958) y Ven y ven al Eslava (1959) y contraer matrimonio en 1962, decide abandonar su carrera artística.
Trece años después vuelve a actuar. Interviene en teatro en Sé infiel y no mires con quién, junto a Pedro Osinaga y vuelve a ponerse ante la cámara y a partir de ese momento, realiza apariciones esporádicas en títulos dispares como No es bueno que el hombre esté solo (1973), de Pedro Olea, El hombre que supo amar (1978), de Miguel Picazo, El robobo de la jojoya (1991), de Álvaro Sáenz de Heredia; Morirás en Chafarinas (1995), de Pedro Olea o Familia (1996), de Fernando León de Aranoa.

## Filmografía (selección)
- Odio (1933).
- Doña Francisquita (1934).
- La verbena de la Paloma (1935).
- La reina mora (1937).
- El barbero de Sevilla (1938).
- La nao Capitana (1947).
- La canción de la Malibrán (1951).
- No es bueno que el hombre esté solo (1973).
- Morirás en Chafarinas (1995).
- Familia (1996).